# Conus floridulus
Conus floridulus é uma espécie de gastrópode do gênero Conus, pertencente à família Conidae.

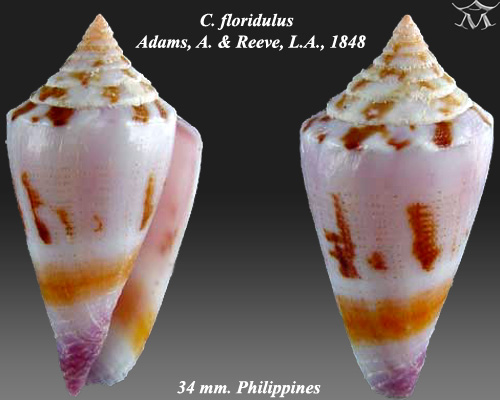
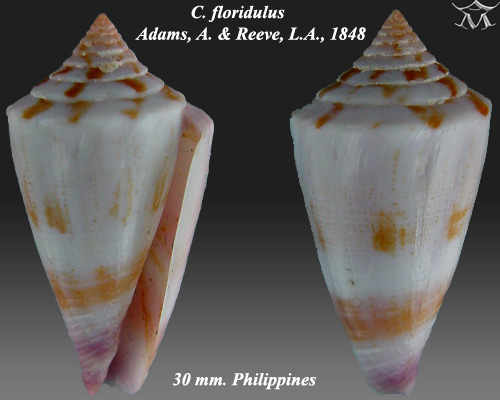
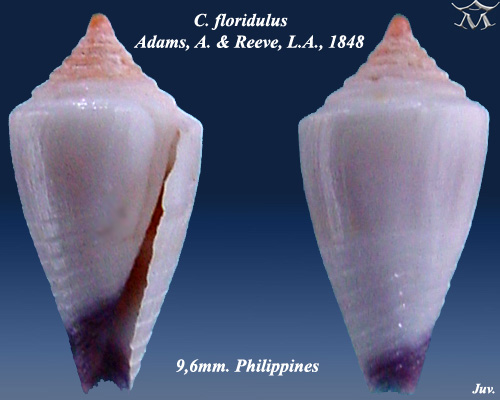
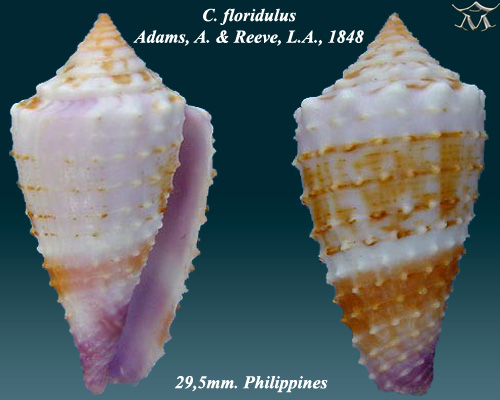